# Den Danneskioldske Kanal
Den Danneskioldske Kanal eller Næsbyholm Kanal var en regulering af Suså mellem Bavelse Sø og udmundingen ved Karrebæksminde som gjorde åen sejlbar med pramme. Kanalen blev bygget fra 1810 til 1813. Den var ca. 25 km lang og var opkaldt efter grev Conrad Danneskiold-Samsøe (1774-1823) som tog initiativ til at lave den.

## Historie
Kanalen blev bygget for at kunne sejle brænde fra skovene under Bavelse og Næsbyholm godser, som begge var ejet af Danneskiold-Samsøe, til markederne i Købenavn og andre byer hvor efterspørgslen var stigende. Brændet skulle fragtes i pramme fra skovene til Karrebæksminde og der sælges og omlastes til søgående fartøjer til den videre transport.
Danneskiold-Samsøe fik tilladelse til at gennemføre projektet i 1810. Landinspektør, oberstløjtnant Diedrich Adolph von der Recke fra Kanaldirektionen blev tilknyttet byggeprojektet, men da han også havde travlt med andre opgaver, kom hans søn løjtnant Johan Adolph von der Recke i stedet til at føre tilsyn med byggeriet.
Projektet omfattede etablering af kammersluser i Holløse og Næstved og stopsluser ved Nåby og Herlufsholm, samt stigborde ved Strids Mølle ved Susås udløb fra Bavelse Sø. I alt kunne de fire sluser hæve og sænke vandstanden 7 meter. Desuden blev der lavet træksti fra Næstved til Strids Mølle. Strækningen fra Næstved til Appenæs fik først en træksti senere.
Foruden at betale for anlæg af kanal og træksti, skulle Danneskiold-Samsøe også betale erstatning til lodsejerne for trækstien og til vandmøllen i Holløse og Magle Mølle i Næstved, da anlægget betød at møllerne ville få mindre vand til rådighed.
Kanalen blev indviet 11. september 1812, men anlægget var først helt færdigt i 1813.
Den samlede pris er anslået til omkring 375.000 rigsdaler (rdl.) hvoraf 250.00 rdl. blev lånt i Den kongelige Kreditkasse mod pant i Bavelse og Næsbyholm. Da Danneskiold-Samsøe døde i 1823 kunne boet ikke tilbagebetale lånet, og de to godser og rettighederne til kanalen, hans pramme og øvrige kanaludstyr blev købt af kongen for 500.000 rdl. sølv.
Herefter blev kanalen omdøbt til Næsbyholm kanal. Justitsråd Einar Richter blev ansat som godsinspektør til at drive kanalen og godserne, og J.A. von der Recke blev bestyrer af kanal og brændetransport. Grosserer Christian Rønnenkamp købte kanalen og Bavelse og Næsbyholm af staten i 1835 for 320.000 rdl.
Fragtmængden på kanalen aftog i løbet af 1800-tallet. I de første år efter åbningen blev der årligt transporteret 7-8.000 kubikmeter brænde om året. I 1832 var mængden nede på omkring 1.000 kubikmeter og i 1865 ophørte pramfarten helt. Nogle år senere blev sluserne med videre nedlagt. Kanalstrækningen blev overtaget af Præstø og Sorø Amter i 1872.